# Hong Yong-jo
Hong Yong-jo (kor. 홍영조, ur. 22 maja 1982 w Pjongjang) – piłkarz północnokoreański grający na pozycji napastnika.

## Kariera klubowa
Karierę piłkarską Hong rozpoczął w klubie April 25 z miasta Nampo. W April 25 grał do 2007 roku i strzelił łącznie 47 goli w pierwszej lidze Korei Północnej. Jeszcze w 2007 roku trafił do Europy i został zawodnikiem serbskiego zespołu FK Bežanija. Przez rok rozegrał 7 meczów i strzelił jednego gola w serbskiej SuperLidze.
W 2008 roku Hong przeszedł do rosyjskiego FK Rostów. Na koniec roku awansował z nim z Pierwszej Dywizji do Priemjer-Ligi. W niej zadebiutował 14 marca 2009 w zremisowanym 0:0 wyjazdowym meczu z Amkarem Perm.
| Sezon   | Klub        | Kraj           | Rozgrywki        | Mecze | Bramki |
| ------- | ----------- | -------------- | ---------------- | ----- | ------ |
| 2004    | April 25    | Korea Północna | DPR Korea League | ?     | 13     |
| 2005    | April 25    | Korea Północna | DPR Korea League | ?     | 12     |
| 2006    | April 25    | Korea Północna | DPR Korea League | ?     | 9      |
| 2007    | April 25    | Korea Północna | DPR Korea League | ?     | 7      |
| 2007/08 | FK Bežanija | Serbia         | SuperLiga        | 7     | 1      |
| 2008    | FK Rostów   | Rosja          | Pierwyj diwizion | 16    | 2      |
| 2009    | FK Rostów   | Rosja          | Priemjer-Liga    | 14    | 1      |
| 2010    | FK Rostów   | Rosja          | Priemjer-Liga    | 1     | 0      |
| 2011    | April 25    | Korea Północna | DPR Korea League | ?     | ?      |
| 2012    | April 25    | Korea Północna | DPR Korea League | ?     | ?      |
| 2013    | April 25    | Korea Północna | DPR Korea League | ?     | ?      |
| 2014    | April 25    | Korea Północna | DPR Korea League | ?     | ?      |
| 2015    | April 25    | Korea Północna | DPR Korea League | ?     | ?      |
| 2016    | April 25    | Korea Północna | DPR Korea League |       |        |

## Kariera reprezentacyjna
W reprezentacji Korei Północnej Hong zadebiutował w 2002 roku. W 2009 roku wywalczył z Koreą awans do Mistrzostw Świata w RPA. W kwalifikacjach do tego mundialu strzelił 3 gole: dwa w meczach z Jordanią (1:0, 2:0) oraz jednego w meczu z Koreą Południową (1:1).